# Asplöven HC
Asplöven HC, var en ishockeyklubb i Haparanda, vars A-lag som bäst spelade i Hockeyallsvenskan. Föreningen uteslöts ur Hockeyettan 2019 efter att ha uteblivit från en match. En dryg månad senare begärdes föreningen i konkurs.
Asplöven spelade 4 säsonger i Hockeyallsvenskan mellan säsongerna 2012/2013 till 2015/2016. Namnet "Asplöven" kommer av att stadsnamnet "Haparanda" är en försvenskning av finska ordet "haaparanta" som betyder ”aspstrand”.

## Historia 1972-2019
Asplöven grundades den 14 april 1972 och spelade under 1990-talet i Kalottligan, där svenska och finska lag på vardera sida om gränsen mötte varandra. Asplöven tog första medaljerna någonsin i Kalottligan.

### Konkursen
Efter att ha uteblivit från en match 2019, uteslöts föreningen från Hockeyettan, då det visat sig att det saknades en styrelse. Asplöven försattes i konkurs mars 2019. Men i maj 2020 avskrivs konkursen och skulderna på ungefär 1,5 miljoner kronor, eftersom Haparanda tingsrätt inte kunnat fastställa en enda person som suttit i styrelsen för Asplöven HC.

### Hockeyallsvenskan
Asplöven har under fem säsonger kvalspelat till Hockeyallsvenskan, senast säsongen 2011/2012. Inför säsongen 2012/2013 stod det klart att Borås Hockey inte klarade av elitlicensen, då erbjöd Svenska Ishockeyförbundet lagets plats till Asplöven HC. Asplöven HC åkte ur Hockeyallsvenskan efter kvalet till Hockeyallsvenskan 2016/2017, och då hade man spelat i ligan fyra säsonger i följd. Som högst hade Asplöven tagit sig till 11:e plats i tabellen.
Under de fyra säsongerna hade SHL-laget Luleå HF och Asplöven HC haft ett ganska brett samarbete, genom att bl.a. låta Asplöven få spela hemmamatcher i Coop Norrbotten Arena, två matcher per säsong. Dessutom har spelare lånats mellan lagen.

### Resultat senaste säsonger
| Säsong    | Division           | Placering | Vårserie             | Kval/Playoff |
| --------- | ------------------ | --------- | -------------------- | --- |
| 2001/2002 | Division 1 Norra A | 4         |                      | |
| 2002/2003 | Division 1 Norra A | 4         | 2:a i Allettan Norra | Vinner mot Malå IF och Östersunds IK i förkval. 5:a i Kvalserien till Allsvenskan Norra                                          |
| 2003/2004 | Division 1 Norra A | 2         | 1:a i Allettan Norra | 3:a i Kvalserien till Allsvenskan Norra                                                                                          |
| 2004/2005 | Division 1 Norra   | 4         |                      | |
| 2005/2006 | Division 1A        | 2         | 3:a i Allettan A/B   | |
| 2006/2007 | Division 1A        | 3         | 2:a i vårserien      | |
| 2007/2008 | Division 1A        | 1         | 1:a i Allettan Norra | Vinner mot Örebro HK i playoff, 5:a i Kvalserien till Hockeyallsvenskan                                                          |
| 2008/2009 | Division 1A        | 1         | 1:a i Allettan Norra | Vinner mot Piteå HC i playoff. 5:a i Kvalserien till Hockeyallsvenskan                                                           |
| 2009/2010 | Division 1A        | 1         | 2:a i Allettan Norra | Playoff: Vinner mot Piteå HC, utslagna av Enköpings SK HK.                                                                       |
| 2010/2011 | Division 1A        | 2         | 1:a i Allettan Norra | Vinner mot Björklöven i playoff, 5:a i Kvalserien till Hockeyallsvenskan                                                         |
| 2011/2012 | Division 1A        | 2         | 2:a i Allettan Norra | Playoff: Vinner mot Huddinge IK och Kiruna IF 3:a i Kvalserien till Hockeyallsvenskan uppflyttade när Borås inte fick elitlicens |
| 2012/2013 | Hockeyallsvenskan  | 11        |                      | |
| 2013/2014 | Hockeyallsvenskan  | 11        |                      | |
| 2014/2015 | Hockeyallsvenskan  | 12        |                      | |
| 2015/2016 | Hockeyallsvenskan  | 13        |                      | 5:a i kvalserien, nerflyttade |
| 2016/2017 | Hockeyettan Norra  | 4         | 7:a i Allettan norra | Playoff: Vinner mot Hudiksvalls HC, utslagna av Mariestad BoIS.                                                                  |
| 2017/2018 | Hockeyettan Norra  | 7         | 3:a i vårserien      | |
| 2018/2019 | Hockeyettan Norra  | 11        |                      | Föreningen utesluts ur Hockeyettan, efter att ha uteblivit från en match.                                                        |

### Matcher i Coop Norrbotten Arena
Under de fyra säsongerna i Hockeyallsvenskan har Asplöven spelat åtta matcher där, varav fem vinster och tre förluster.
- 16 januari 2013: mot IK Oskarshamn 6-5
- 22 februari 2013: mot Mora IK 3-1
- 26 november 2013: mot IF Björklöven 2-3
- 22 januari 2014: mot Djurgårdens IF 1-0 (i övertid)
- 24 september 2014: mot Södertälje SK 4-3 (i övertid)
- 23 januari 2015: mot VIK Västerås HK 1-3
- 14 oktober 2015: mot IF Björklöven 4-2
- 28 januari 2016: mot BIK Karlskoga 3-4 (i övertid)

## NHL-erfarna spelare som spelat i klubben
- Marcus Björk
- Mathias Bromé
- Peter Cehlárik
- Jonathan Davidsson
- Jonathan Hedström
- Christián Jaroš
- Dean Kukan
- Janne Niinimaa
- Lucas Wallmark

## Pensionerade nummer i klubben
- #3 - Stanislav Kall